# Многозначное отображение
Многозначное отображение — разновидность математического понятия отображения (функции). Пусть {\displaystyle X} и {\displaystyle Y} — произвольные множества, а {\displaystyle 2^{Y}} — совокупность всех подмножеств множества {\displaystyle Y.} Многозначным отображением из множества {\displaystyle X} в {\displaystyle Y} называется всякое отображение {\displaystyle F:\ X\to 2^{Y}.}
Обычно областью определения многозначного отображения {\displaystyle F} является подмножество {\displaystyle X\subset \mathbb {R} ^{n}}, а областью значений — пространство {\displaystyle \Omega (Y)\subset 2^{Y},} состоящее из непустых компактных подмножеств множества {\displaystyle Y\subset \mathbb {R} ^{m},} то есть {\displaystyle F:X\to \Omega (Y).}
- Пример 1. Пусть {\displaystyle X=Y=\mathbb {R} }. Ставя в соответствие каждому значению {\displaystyle x\in X} отрезок {\displaystyle [-|x|,\,|x|],} мы получаем многозначное отображение {\displaystyle F:\mathbb {R} \to \Omega (\mathbb {R} ).}

- Пример 2. Пусть {\displaystyle f:[0,1]\to \mathbb {R} } — непрерывная функция. Положим {\displaystyle X=[\min f,+\infty ]} и {\displaystyle Y=[0,1].} Ставя в соответствие каждому значению {\displaystyle x\in X} множество {\displaystyle M(x)=\{y\in [0,1]:f(y)\leq x\},} мы получаем многозначное отображение {\displaystyle F:X\to \Omega (Y).}

- Пример 3. Контингенция и паратингенция.

Многозначные отображения находят приложения в различных областях математики: негладком и выпуклом анализе, теории дифференциальных уравнений, теории управления, теории игр и математической экономике.

## Связанные определения и свойства
- Пространство {\displaystyle \Omega (\mathbb {R} ^{m})} является метрическим с метрикой Хаусдорфа. Это позволяет ввести понятие непрерывного многозначного отображения.
- Рассматривая для каждого {\displaystyle x\in \mathbb {R} ^{n}} опорную функцию множества {\displaystyle F(x)\in \Omega (\mathbb {R} ^{m}),} мы получим вещественнозначную функцию {\displaystyle c(F(x),\psi )} от двух аргументов: {\displaystyle x\in \mathbb {R} ^{n}} и {\displaystyle \psi \in (\mathbb {R} ^{n})^{*}}, где звёздочка означает сопряжённое пространство.
- Многозначное отображение {\displaystyle F} непрерывно тогда и только тогда, когда его опорная функция {\displaystyle c(F(x),\psi )} непрерывна по переменной {\displaystyle x} для каждого фиксированного {\displaystyle \psi }.
- Многозначное отображение называется измеримым, если его опорная функция {\displaystyle c(F(x),\psi )} измерима по переменной {\displaystyle x} для каждого фиксированного {\displaystyle \psi }.
- Однозначной ветвью или селектором многозначного отображения {\displaystyle F:\mathbb {R} ^{n}\to \Omega (\mathbb {R} ^{m})} называется такая функция {\displaystyle f:\mathbb {R} ^{n}\to \mathbb {R} ^{m},} что {\displaystyle f(x)\in F(x)} для любого {\displaystyle x\in \mathbb {R} ^{n}.}
- Лемма Филиппова: у любого измеримого многозначного отображения существует измеримый селектор. Лемма Филиппова имеет многочисленные приложения. В частности, она позволяет установить существование оптимального управления для широкого класса задач в теории управляемых систем.
- Многозначное отображение {\displaystyle F:X\to \Omega (Y)} называется полунепрерывным сверху (по включению) в точке {\displaystyle x_{0}\in X}, если для любой окрестности множества {\displaystyle F(x_{0})\in \Omega (Y)} (обозначим её {\displaystyle V(F(x_{0}))}) существует такая окрестность точки {\displaystyle x_{0}\in X} (обозначим её {\displaystyle U(x_{0})}), что {\displaystyle F(x)\subset V(F(x_{0}))} для любого {\displaystyle x\in U(x_{0}).} Многозначное отображение {\displaystyle F:X\to \Omega (Y)} называется полунепрерывным сверху (по включению), если оно является полунепрерывным сверху в каждой точке {\displaystyle x\in X.} Непрерывное многозначное отображение (определение с помощью метрики Хаусдорфа) является полунепрерывным сверху.
- Теорема Какутани: Пусть {\displaystyle X\subset \mathbb {R} ^{n}} — непустое, компактное, выпуклое подмножество и многозначное отображение {\displaystyle F:X\to \Omega (X)} имеет своими значениями компактные, выпуклые множества и является полунепрерывным сверху по включению. Тогда отображение {\displaystyle F} имеет неподвижную точку {\displaystyle x_{*}\in X,} то есть {\displaystyle x_{*}\in F(x_{*}).} Теорема Какутани имеет многочисленные приложения в теории игр. В частности, с её помощью легко получается доказательство фундаментального результата теории игр — теоремы Нэша о существовании равновесия в бескоалиционной игре.